# Osada
Osada – terminologiczne oznaczenie jednostki osadniczej na terenie wiejskim.
1. Według ustawy o urzędowych nazwach miejscowości i obiektów fizjograficznych, osada to niewielka jednostka osadnicza na terenie wiejskim o odmiennym (wyróżniającym się) charakterze zabudowy albo zamieszkana przez ludność związaną z określonym miejscem lub rodzajem pracy, w szczególności: osada młyńska, osada leśna, osada rybacka, osada kolejowa, osada po byłym państwowym gospodarstwie rolnym. Osada może być samodzielna lub może stanowić część innej jednostki osadniczej[1]. Zgodnie ze schematem aplikacyjnym załączonym do rozporządzenia z dnia 9 stycznia 2012 r. w sprawie ewidencji miejscowości, ulic i adresów, może być zaliczana do rodzaju miejscowości[2].
2. Według definicji etnologicznych osada jest miejscem dłuższego pobytu grupy ludzi wraz z szeregiem urządzeń wykonanych przez nich dla zapewnienia sobie warunków niezbędnych do prowadzenia przyjętego przez tę grupę ludzką trybu i poziomu życia[3].
3. W Królestwie Polskim przyjmowano, że osada ma wielkość pośrednią między miastem a wsią. W okresie reform administracyjnych lat 1869–1870 odebrano prawa miejskie 338 z 452 istniejących tam miast[4], w zamian obdarzając je czysto honorowym mianem osady, pozwalającym lokalnej społeczności na wyróżnianie się spośród wsi, lecz niedającym dodatkowych praw[5].